# Скат-5с
«Скат-5с», «Скат 5 С» — российский футбольный клуб из Елабуги.

## История
Единственный сезон на профессиональном (нелюбительском) уровне провёл в 1992 году, заняв 11 место в 5 зоне второй лиги. В Кубке страны в 1/512 финала в домашнем матче на стадионе «Химик» в Менделеевске со счётом 2:0 обыграл «Электрон» из Вятских Полян, а в 1/256 финала уступил у себя дома в Елабуге на стадионе «Скат» КАЦ-Скифу из Набережных Челнов — 3:4, д.в.